# Neocryptopteryx oedipus
Neocryptopteryx oedipus är en stekelart som först beskrevs av Porter 1967.  Neocryptopteryx oedipus ingår i släktet Neocryptopteryx och familjen brokparasitsteklar. Inga underarter finns listade i Catalogue of Life.